# Saint-Berthevin-la-Tannière
Saint-Berthevin-la-Tannière ist eine französische Gemeinde mit 294 Einwohnern (Stand: 1. Januar 2022) im Département Mayenne in der Region Pays de la Loire. Sie gehört zum Arrondissement Mayenne und zum Kanton Gorron. Die Einwohner werden Saint-Berthevinois genannt.

## Geographie
Saint-Berthevin-la-Tannière liegt etwa 38 Kilometer nordnordwestlich von Laval. Umgeben wird Saint-Berthevin-la-Tannière von den Nachbargemeinden Saint-Mars-sur-la-Futaie im Nordwesten und Norden, La Dorée im Norden, Levaré im Osten, Carelles im Südosten sowie Montaudin im Süden und Westen.

## Bevölkerungsentwicklung
| Jahr                       | 1962 | 1968 | 1975 | 1982 | 1990 | 1999 | 2006 | 2019 |
| Einwohner                  | 716  | 664  | 562  | 504  | 438  | 384  | 362  | 308  |
| Quellen: Cassini und INSEE |      |      |      |      |      |      |      |      |

## Sehenswürdigkeiten
- Kirche Saint-Berthevin aus dem 11. Jahrhundert
- Kapelle La Tannière aus dem 17. Jahrhundert

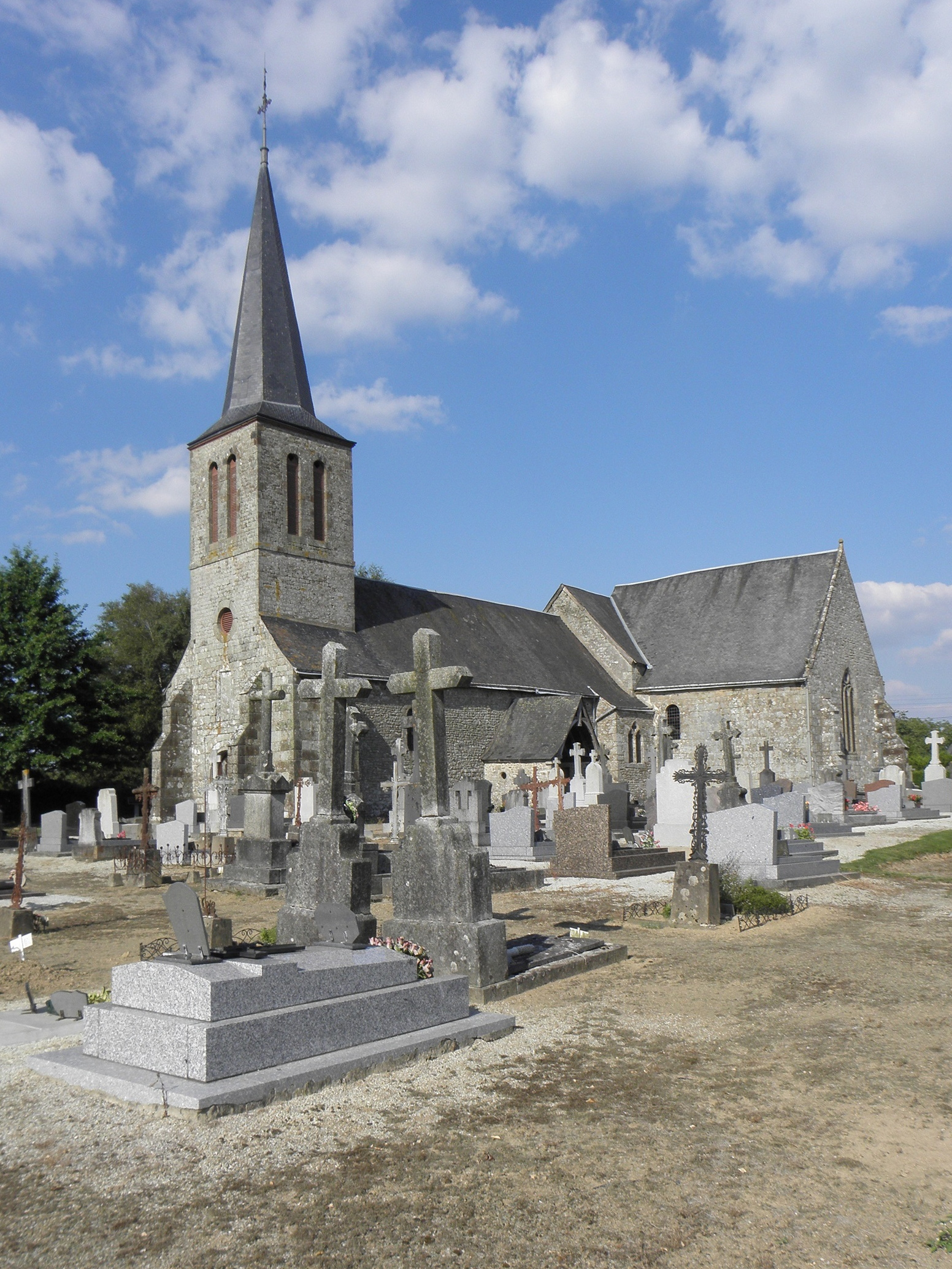
Kirche Saint-Berthevin